# Danh sách tiểu hành tinh: 9501–9600
| Tên                 | Tên đầu tiên | Ngày phát hiện       | Nơi phát hiện           | Người phát hiện                                        |
| ------------------- | ------------ | -------------------- | ----------------------- | ------------------------------------------------------ |
| 9501 Ywain          | 2071 T-2     | 29 tháng 9 năm 1973  | Palomar                 | C. J. van Houten, I. van Houten-Groeneveld, T. Gehrels |
| 9502 Gaimar         | 2075 T-2     | 29 tháng 9 năm 1973  | Palomar                 | C. J. van Houten, I. van Houten-Groeneveld, T. Gehrels |
| 9503 Agrawain       | 2180 T-2     | 29 tháng 9 năm 1973  | Palomar                 | C. J. van Houten, I. van Houten-Groeneveld, T. Gehrels |
| 9504 Lionel         | 2224 T-2     | 29 tháng 9 năm 1973  | Palomar                 | C. J. van Houten, I. van Houten-Groeneveld, T. Gehrels |
| 9505 Lohengrin      | 4131 T-2     | 29 tháng 9 năm 1973  | Palomar                 | C. J. van Houten, I. van Houten-Groeneveld, T. Gehrels |
| 9506 Telramund      | 5200 T-2     | 25 tháng 9 năm 1973  | Palomar                 | C. J. van Houten, I. van Houten-Groeneveld, T. Gehrels |
| 9507 Gottfried      | 5447 T-2     | 30 tháng 9 năm 1973  | Palomar                 | C. J. van Houten, I. van Houten-Groeneveld, T. Gehrels |
| 9508 Titurel        | 3395 T-3     | 16 tháng 10 năm 1977 | Palomar                 | C. J. van Houten, I. van Houten-Groeneveld, T. Gehrels |
| 9509 Amfortas       | 3453 T-3     | 16 tháng 10 năm 1977 | Palomar                 | C. J. van Houten, I. van Houten-Groeneveld, T. Gehrels |
| 9510 Gurnemanz      | 5022 T-3     | 16 tháng 10 năm 1977 | Palomar                 | C. J. van Houten, I. van Houten-Groeneveld, T. Gehrels |
| 9511 Klingsor       | 5051 T-3     | 16 tháng 10 năm 1977 | Palomar                 | C. J. van Houten, I. van Houten-Groeneveld, T. Gehrels |
| 9512 Feijunlong     | 1966 CM      | 13 tháng 2 năm 1966  | Nanking                 | Purple Mountain Observatory                            |
| 9513 -              | 1971 UN      | 16 tháng 10 năm 1971 | Hamburg-Bergedorf       | L. Kohoutek                                            |
| 9514 Deineka        | 1973 SG5     | 27 tháng 9 năm 1973  | Nauchnij                | L. V. Zhuravleva                                       |
| 9515 Dubner         | 1975 RA2     | 5 tháng 9 năm 1975   | El Leoncito             | M. R. Cesco                                            |
| 9516 Inasan         | 1976 YL3     | 16 tháng 12 năm 1976 | Nauchnij                | L. I. Chernykh                                         |
| 9517 Niehaisheng    | 1977 VL1     | 3 tháng 11 năm 1977  | Nanking                 | Purple Mountain Observatory                            |
| 9518 Robbynaish     | 1978 GA      | 7 tháng 4 năm 1978   | Harvard Observatory     | Harvard Observatory                                    |
| 9519 -              | 1978 VK3     | 6 tháng 11 năm 1978  | Palomar                 | E. F. Helin, S. J. Bus                                 |
| 9520 -              | 1978 VV6     | 7 tháng 11 năm 1978  | Palomar                 | E. F. Helin, S. J. Bus                                 |
| 9521 Martinhoffmann | 1980 FS1     | 16 tháng 3 năm 1980  | La Silla                | C.-I. Lagerkvist                                       |
| 9522                | 1981 DS      | 28 tháng 2 năm 1981  | Siding Spring           | S. J. Bus                                              |
| 9523 Torino         | 1981 EE1     | 5 tháng 3 năm 1981   | La Silla                | H. Debehogne, G. DeSanctis                             |
| 9524                | 1981 EJ5     | 2 tháng 3 năm 1981   | Siding Spring           | S. J. Bus                                              |
| 9525                | 1981 EF11    | 1 tháng 3 năm 1981   | Siding Spring           | S. J. Bus                                              |
| 9526                | 1981 EC13    | 1 tháng 3 năm 1981   | Siding Spring           | S. J. Bus                                              |
| 9527                | 1981 EH23    | 3 tháng 3 năm 1981   | Siding Spring           | S. J. Bus                                              |
| 9528                | 1981 EH24    | 7 tháng 3 năm 1981   | Siding Spring           | S. J. Bus                                              |
| 9529                | 1981 EF25    | 2 tháng 3 năm 1981   | Siding Spring           | S. J. Bus                                              |
| 9530                | 1981 EO26    | 2 tháng 3 năm 1981   | Siding Spring           | S. J. Bus                                              |
| 9531 Jean-Luc       | 1981 QK      | 30 tháng 8 năm 1981  | Anderson Mesa           | E. Bowell                                              |
| 9532 Abramenko      | 1981 RQ2     | 7 tháng 9 năm 1981   | Nauchnij                | L. G. Karachkina                                       |
| 9533 Aleksejleonov  | 1981 SA7     | 28 tháng 9 năm 1981  | Nauchnij                | L. V. Zhuravleva                                       |
| 9534                | 1981 TP      | 4 tháng 10 năm 1981  | Anderson Mesa           | N. G. Thomas                                           |
| 9535 Plitchenko     | 1981 UO11    | 22 tháng 10 năm 1981 | Nauchnij                | N. S. Chernykh                                         |
| 9536                | 1981 UR27    | 24 tháng 10 năm 1981 | Palomar                 | S. J. Bus                                              |
| 9537 Nolan          | 1982 BM      | 18 tháng 1 năm 1982  | Anderson Mesa           | E. Bowell                                              |
| 9538                | 1982 UM2     | 20 tháng 10 năm 1982 | Kleť                    | A. Mrkos                                               |
| 9539 Prishvin       | 1982 UE7     | 21 tháng 10 năm 1982 | Nauchnij                | L. G. Karachkina                                       |
| 9540 Mikhalkov      | 1982 UJ7     | 21 tháng 10 năm 1982 | Nauchnij                | L. G. Karachkina                                       |
| 9541 Magri          | 1983 CH      | 11 tháng 2 năm 1983  | Anderson Mesa           | E. Bowell                                              |
| 9542 Eryan          | 1983 TU1     | 12 tháng 10 năm 1983 | Anderson Mesa           | E. Bowell                                              |
| 9543 Nitra          | 1983 XN1     | 4 tháng 12 năm 1983  | Piszkéstető             | M. Antal                                               |
| 9544 Scottbirney    | 1984 EL      | 1 tháng 3 năm 1984   | Anderson Mesa           | E. Bowell                                              |
| 9545 Petrovedomosti | 1984 MQ      | 25 tháng 6 năm 1984  | Nauchnij                | T. M. Smirnova                                         |
| 9546 -              | 1984 SD6     | 22 tháng 9 năm 1984  | La Silla                | H. Debehogne                                           |
| 9547 -              | 1985 AE      | 15 tháng 1 năm 1985  | Toyota                  | K. Suzuki, T. Urata                                    |
| 9548 Fortran        | 1985 CN      | 13 tháng 2 năm 1985  | Kitt Peak               | Spacewatch                                             |
| 9549 Akplatonov     | 1985 SM2     | 19 tháng 9 năm 1985  | Nauchnij                | N. S. Chernykh, L. I. Chernykh                         |
| 9550 Victorblanco   | 1985 TY1     | 15 tháng 10 năm 1985 | Anderson Mesa           | E. Bowell                                              |
| 9551 Kazi           | 1985 UJ      | 20 tháng 10 năm 1985 | Kleť                    | A. Mrkos                                               |
| 9552 -              | 1985 UY      | 24 tháng 10 năm 1985 | Kleť                    | A. Mrkos                                               |
| 9553 Colas          | 1985 UG2     | 17 tháng 10 năm 1985 | Caussols                | CERGA                                                  |
| 9554 Dumont         | 1985 XA      | 13 tháng 12 năm 1985 | Caussols                | R. Chemin                                              |
| 9555 Frejakocha     | 1986 GC      | 2 tháng 4 năm 1986   | Đài thiên văn Brorfelde | P. Jensen                                              |
| 9556 Gaywray        | 1986 GF      | 8 tháng 4 năm 1986   | Palomar                 | INAS                                                   |
| 9557 -              | 1986 QL2     | 28 tháng 8 năm 1986  | La Silla                | H. Debehogne                                           |
| 9558 -              | 1986 QB3     | 29 tháng 8 năm 1986  | La Silla                | H. Debehogne                                           |
| 9559                | 1987 DH6     | 23 tháng 2 năm 1987  | La Silla                | H. Debehogne                                           |
| 9560 Anguita        | 1987 EQ      | 3 tháng 3 năm 1987   | Anderson Mesa           | E. Bowell                                              |
| 9561 van Eyck       | 1987 QT1     | 19 tháng 8 năm 1987  | La Silla                | E. W. Elst                                             |
| 9562 Memling        | 1987 RG      | 1 tháng 9 năm 1987   | La Silla                | E. W. Elst                                             |
| 9563 Kitty          | 1987 SJ1     | 21 tháng 9 năm 1987  | Anderson Mesa           | E. Bowell                                              |
| 9564 Jeffwynn       | 1987 SG3     | 16 tháng 9 năm 1987  | Palomar                 | C. S. Shoemaker, E. M. Shoemaker                       |
| 9565 Tikhonov       | 1987 SU17    | 18 tháng 9 năm 1987  | Nauchnij                | L. I. Chernykh                                         |
| 9566 Rykhlova       | 1987 SX17    | 18 tháng 9 năm 1987  | Nauchnij                | L. I. Chernykh                                         |
| 9567 Surgut         | 1987 US4     | 22 tháng 10 năm 1987 | Nauchnij                | L. V. Zhuravleva                                       |
| 9568 -              | 1988 AX4     | 13 tháng 1 năm 1988  | La Silla                | H. Debehogne                                           |
| 9569 Quintenmatsijs | 1988 CL2     | 11 tháng 2 năm 1988  | La Silla                | E. W. Elst                                             |
| 9570 -              | 1988 RQ5     | 2 tháng 9 năm 1988   | La Silla                | H. Debehogne                                           |
| 9571 -              | 1988 RR5     | 2 tháng 9 năm 1988   | La Silla                | H. Debehogne                                           |
| 9572 -              | 1988 RS6     | 8 tháng 9 năm 1988   | La Silla                | H. Debehogne                                           |
| 9573 Matsumotomas   | 1988 UC      | 16 tháng 10 năm 1988 | Kitami                  | K. Endate, K. Watanabe                                 |
| 9574 Taku           | 1988 XB5     | 5 tháng 12 năm 1988  | Kiso                    | T. Nakamura                                            |
| 9575 -              | 1989 BW1     | 29 tháng 1 năm 1989  | Kleť                    | A. Mrkos                                               |
| 9576 van der Weyden | 1989 CX2     | 4 tháng 2 năm 1989   | La Silla                | E. W. Elst                                             |
| 9577 Gropius        | 1989 CE5     | 2 tháng 2 năm 1989   | Tautenburg Observatory  | F. Börngen                                             |
| 9578 Klyazma        | 1989 GA3     | 3 tháng 4 năm 1989   | La Silla                | E. W. Elst                                             |
| 9579 -              | 1989 GO4     | 3 tháng 4 năm 1989   | La Silla                | E. W. Elst                                             |
| 9580 Tarumi         | 1989 TB11    | 4 tháng 10 năm 1989  | Minami-Oda              | T. Nomura, K. Kawanishi                                |
| 9581 -              | 1990 DM3     | 24 tháng 2 năm 1990  | La Silla                | H. Debehogne                                           |
| 9582 -              | 1990 EL7     | 3 tháng 3 năm 1990   | La Silla                | H. Debehogne                                           |
| 9583 -              | 1990 HL1     | 28 tháng 4 năm 1990  | Siding Spring           | R. H. McNaught                                         |
| 9584 Louchheim      | 1990 OL4     | 25 tháng 7 năm 1990  | Palomar                 | H. E. Holt                                             |
| 9585 -              | 1990 QY2     | 28 tháng 8 năm 1990  | Palomar                 | H. E. Holt                                             |
| 9586 -              | 1990 SG11    | 16 tháng 9 năm 1990  | Palomar                 | H. E. Holt                                             |
| 9587 Bonpland       | 1990 UG4     | 16 tháng 10 năm 1990 | La Silla                | E. W. Elst                                             |
| 9588 Quesnay        | 1990 WE2     | 18 tháng 11 năm 1990 | La Silla                | E. W. Elst                                             |
| 9589 Deridder       | 1990 WU5     | 21 tháng 11 năm 1990 | La Silla                | E. W. Elst                                             |
| 9590 -              | 1991 DK1     | 21 tháng 2 năm 1991  | Kitt Peak               | Spacewatch                                             |
| 9591 -              | 1991 FH2     | 20 tháng 3 năm 1991  | La Silla                | H. Debehogne                                           |
| 9592 Clairaut       | 1991 GK4     | 8 tháng 4 năm 1991   | La Silla                | E. W. Elst                                             |
| 9593 -              | 1991 PZ17    | 7 tháng 8 năm 1991   | Palomar                 | H. E. Holt                                             |
| 9594 Garstang       | 1991 RG      | 4 tháng 9 năm 1991   | Siding Spring           | R. H. McNaught                                         |
| 9595 -              | 1991 RE11    | 13 tháng 9 năm 1991  | Palomar                 | H. E. Holt                                             |
| 9596 -              | 1991 RC22    | 15 tháng 9 năm 1991  | Palomar                 | H. E. Holt                                             |
| 9597 -              | 1991 UF      | 18 tháng 10 năm 1991 | Kushiro                 | S. Ueda, H. Kaneda                                     |
| 9598 -              | 1991 UQ      | 18 tháng 10 năm 1991 | Kushiro                 | S. Ueda, H. Kaneda                                     |
| 9599 Onotomoko      | 1991 UP2     | 29 tháng 10 năm 1991 | Kitami                  | K. Endate, K. Watanabe                                 |
| 9600 -              | 1991 UB3     | 31 tháng 10 năm 1991 | Kushiro                 | S. Ueda, H. Kaneda                                     |